# Tigró
Un tigró o tigre lleó és un híbrid d'un tigre (Panthera tigris) mascle i d'una lleona (Panthera leo) criats en captivitat. Així doncs, els seus progenitors pertanyen al mateix gènere, però a diferent espècie.
Els tigrons no són tan freqüents com els híbrids inversos, anomenats lleons tigre, producte de la unió d'un mascle lleó i d'una tigressa. L'any 1961, Gerald Iles va escriure que havia estat capaç d'obtenir tres tigrons, però que no havia vist mai cap lleó tigre. És poc probable que els tigrons es donin en ambient natural, a causa de les diferències de comportament i hàbitat d'ambdues espècies.
Els tigrons presenten característiques dels dos progenitors: amb aspecte de lleó i amb ratlles de tigre. Creixen menys que les espècies d'origen, degut al fet que hereten gens inhibidors de creixement dels dos pares. Generalment pesen al voltant dels 180 quilograms.
També existeix l'híbrid invers, el lleó tigre, l'encreuament entre un lleó i una tigressa.